# Frans Thijssen
Frans Thijssen (Malden, 23 gennaio 1952) è un allenatore di calcio ed ex calciatore olandese, di ruolo centrocampista.

## Palmarès

### Giocatore

#### Club

##### Competizioni nazionali
- Coppa dei Paesi Bassi: 1

Twente: 1976-1977

##### Competizioni internazionali
- Coppa UEFA: 1

Ipswich: 1980-1981

#### Individuale
- Giocatore dell'anno della FWA: 1

1981